# Stéphane Bijoux
Stéphane Bijoux (Saint-Denis, 8 ottobre 1970) è un giornalista e politico francese.
Dopo le elezioni europee del 2019 è diventato europarlamentare del gruppo Renew Europe.

## Biografia
Stéphane Bijoux è nato l'8 ottobre 1970 a Saint-Denis, capitale dell'isola francese della Riunione. Dopo aver completato gli studi al Collège Saint-Michel e al Lycée Leconte-de-Lisle sull'isola, Bijoux ha studiato giornalismo ed etnologia all'Università Bordeaux Montaigne dal 1988 al 1991.
Dal 1991 è impegnato nell'attività giornalistica presso France Télévisions. Ha lavorato nella televisione per i territori d'oltremare. È stato, tra gli altri, direttore dell'informazione presso RFO e caporedattore di RFO Réunion. Nel 2009 è diventato coordinatore per la diversità dell'informazione presso la sede di France Télévisions e ha lavorato anche come presentatore del programma di notizie Soir 3 sul canale televisivo France 3. Nel 2011 è stato nominato vicedirettore per la diversità dell'informazione. Nel 2014 è diventato direttore editoriale di France Ô e Outre-mer la 1ère.
Nelle elezioni del 2019, con la lista riunita attorno al partito presidenziale LREM, è stato eletto europarlamentare della IX legislatura.